# Campionati russi di ski cross 2011
I Campionati russi di ski cross 2011 si sono svolti a Krasnojarsk il 10 aprile. Il programma ha incluso sia la gara femminile che la gara maschile. 
Trattandosi di competizioni valide anche ai fini del punteggio FIS, vi hanno partecipato anche sciatori di altre federazioni, senza che questo consentisse loro di concorrere al titolo nazionale russa.

## Risultati

### Uomini
| Pos. | Atleta          | Nazione |
| ---- | --------------- | ------- |
| 1    | Egor Korotkov   | Russia  |
| 2    | Sergey Mozhaev  | Russia  |
| 3    | Alexandr Bondar | Russia  |
| 4    | Ivan Anikin     | Russia  |

### Donne
| Pos. | Atleta             | Nazione |
| ---- | ------------------ | ------- |
| 1    | Yulia Livinskaya   | Russia  |
| 2    | Daria Vasilyeva    | Russia  |
| 3    | Kristina Zueva     | Russia  |
| 4    | Nadezhda Yalisheva | Russia  |